# Ungoogled-chromium
ungoogled-chromium是一款移除了所有Google特有的Web服务的，基于Chromium的自由及开放源代码的网页浏览器。
该浏览器在编译过程中对Chromium代码库使用多个修補程式，可得到一个与普通Chromium相似的网页浏览器。

## 特性
- 禁用了所有在Google域名上的服务，包括Google安全浏览（英语：Google Safe Browsing）、Google 主机检测器、Google URL 跟踪器、Google 云消息等等[9][10]。
- 使用不存在的域名替换了所有在Chromium源代码中的和Google网页服务相关的域名，并屏蔽对这些域名的内部访问[9]。
- 从Chromium源代码库中删除了專有設備驅動程序（闭源二进制），并用自定的服务替换它们[9]。

该浏览器也添加了一些其他功能，比如对裝置指紋的保护，该项目还从Debian等其他项目中抄过来一些功能。部分Chromium特性在该浏览器中不可用，比如它不能直接从Chrome网上应用店安装扩展，无法轻松的通过商城来安装扩展程序，用户只能通过手动拖拽.crx文件的方式进行添加，等等。

## 历史
ungoogle-chromium项目是由用户名为Eloston和其他爱好者们在2015年建立的。一开始只对Linux系统设计。
Eloston曾经自己发布浏览器构建（安装包），后来自己不做了，转而允许其他人发布用他的修補程式编译好的构建。
自2019年以来，Eloston逐渐减少了在该项目的活动，修补程序由社区继续维护。
2022年，该项目的GitHub仓库从Eloston的个人账户名下转移到了新的组织“ungoogled-software”名下。